# Giro di Germania 2006
Il Giro di Germania 2006, trentesima edizione della corsa, valido come diciannovesimo evento dell'UCI ProTour 2006 categoria 2.PT, si svolse in un prologo e otto tappe dal 1º al 9 agosto 2006 per un percorso di 1 397,5 km. Fu vinto dal tedesco Jens Voigt, che terminò il giro in 32h 11' 10" alla media di 43,41 km/h.

## Tappe
| Tappa   | Data      | Percorso                                          | km      | Vincitore di tappa | Leader cl. generale |
| ------- | --------- | ------------------------------------------------- | ------- | ------------------ | ------------------- |
| Prologo | 1º agosto | Düsseldorf (Crono individuale)                    | 5,5     | Vladimir Gusev     | Vladimir Gusev      |
| 1ª      | 2 agosto  | Düsseldorf > Bielefeld                            | 198,2   | Asan Bazaev        | Vladimir Gusev      |
| 2ª      | 3 agosto  | Minden > Goslar                                   | 181,5   | Jens Voigt         | Vladimir Gusev      |
| 3ª      | 4 agosto  | Witzenhausen > Schweinfurt                        | 203,3   | Gerald Ciolek      | Vladimir Gusev      |
| 4ª      | 5 agosto  | Heidenheim > Bad Tölz                             | 203     | Graeme Brown       | Erik Zabel          |
| 5ª      | 6 agosto  | Bad Tölz > Seefeld in Tirol (AUT)                 | 162     | Levi Leipheimer    | Jens Voigt          |
| 6ª      | 7 agosto  | Seefeld in Tirol (AUT) > Sankt Anton (AUT)        | 196,6   | Jens Voigt         | Jens Voigt          |
| 7ª      | 8 agosto  | Bad Säckingen > Bad Säckingen (Crono individuale) | 38,2    | Jens Voigt         | Jens Voigt          |
| 8ª      | 9 agosto  | Bad Säckingen > Karlsruhe                         | 172,1   | Graeme Brown       | Jens Voigt          |
| Totale  | Totale    | Totale                                            | 1 360,4 |                    |                     |

## Squadre partecipanti
| N.      | Cod. | Squadra                |
| ------- | ---- | ---------------------- |
| 1-8     | GST  | Team Gerolsteiner      |
| 11-18   | TMO  | T-Mobile Team          |
| 21-28   | LAM  | Lampre-Fondital        |
| 31-38   | CSC  | Team CSC               |
| 41-48   | PHO  | Phonak Hearing Systems |
| 51-58   | CEI  | Caisse d'Epargne       |
| 61-68   | DSC  | Discovery Channel      |
| 71-78   | RAB  | Rabobank               |
| 81-88   | LSW  | Astana-Würth Team      |
| 91-98   | DVL  | Davitamon-Lotto        |
| 101-108 | QSI  | Quick Step-Innergetic  |

| N.      | Cod. | Squadra              |
| ------- | ---- | -------------------- |
| 111-118 | SDV  | Saunier Duval-Prodir |
| 121-128 | C.A  | Crédit Agricole      |
| 131-138 | COF  | Cofidis              |
| 141-148 | EUS  | Euskaltel-Euskadi    |
| 151-158 | A2R  | AG2R Prévoyance      |
| 161-168 | MRM  | Team Milram          |
| 171-178 | LIQ  | Liquigas             |
| 181-188 | BTL  | Bouygues Télécom     |
| 191-198 | FDJ  | Française des Jeux   |
| 201-208 | WIE  | Team Wiesenhof-AKUD  |
| 211-218 | VBG  | Team Vorarlberg      |

## Dettagli delle tappe

### Prologo
- 1º agosto: Düsseldorf – Cronometro individuale – 5 km

Risultati
| Pos. | Corridore       | Squadra       | Tempo |
| ---- | --------------- | ------------- | ----- |
| 1    | Vladimir Gusev  | Discovery Ch. | 6'42" |
| 2    | Linus Gerdemann | T-Mobile Team | s.t.  |
| 3    | Sebastian Lang  | Gerolsteiner  | a 1"  |

| Pos. | Corridore       | Squadra       | Tempo |
| ---- | --------------- | ------------- | ----- |
| 1    | Vladimir Gusev  | Discovery Ch. | 6'42" |
| 2    | Linus Gerdemann | T-Mobile Team | s.t.  |
| 3    | Sebastian Lang  | Gerolsteiner  | a 1"  |

### 1ª tappa
- 2 agosto: Düsseldorf > Bielefeld – 198,2 km

Risultati
| Pos. | Corridore         | Squadra     | Tempo    |
| ---- | ----------------- | ----------- | -------- |
| 1    | Asan Bazaev       | Astana      | 4h43'06" |
| 2    | Danilo Napolitano | Lampre      | s.t.     |
| 3    | Erik Zabel        | Team Milram | s.t.     |

| Pos. | Corridore       | Squadra       | Tempo    |
| ---- | --------------- | ------------- | -------- |
| 1    | Vladimir Gusev  | Discovery Ch. | 4h49'47" |
| 2    | Linus Gerdemann | T-Mobile Team | a 1"     |
| 3    | Sebastian Lang  | Gerolsteiner  | a 2"     |

### 2ª tappa
- 3 agosto: Minden > Goslar - 181,5 km

Risultati
| Pos. | Corridore       | Squadra      | Tempo    |
| ---- | --------------- | ------------ | -------- |
| 1    | Jens Voigt      | Team CSC     | 4h22'25" |
| 2    | Davide Rebellin | Gerolsteiner | s.t.     |
| 3    | Andrej Kašečkin | Astana       | s.t.     |

| Pos. | Corridore       | Squadra       | Tempo    |
| ---- | --------------- | ------------- | -------- |
| 1    | Vladimir Gusev  | Discovery Ch. | 9h12'17" |
| 2    | Linus Gerdemann | T-Mobile Team | a 1"     |
| 3    | Davide Rebellin | Gerolsteiner  | a 7"     |

### 3ª tappa
- 4 agosto: Witzenhausen > Schweinfurt - 203,3 km

Risultati
| Pos. | Corridore     | Squadra       | Tempo    |
| ---- | ------------- | ------------- | -------- |
| 1    | Gerald Ciolek | Wiesenhof     | 4h56'22" |
| 2    | Erik Zabel    | Team Milram   | s.t.     |
| 3    | André Greipel | T-Mobile Team | s.t.     |

| Pos. | Corridore       | Squadra       | Tempo     |
| ---- | --------------- | ------------- | --------- |
| 1    | Vladimir Gusev  | Discovery Ch. | 14h08'39" |
| 2    | Erik Zabel      | Team Milram   | s.t.      |
| 3    | Linus Gerdemann | T-Mobile Team | a 1"      |

### 4ª tappa
- 5 agosto: Heidenheim > Bad Tölz – 203 km

Risultati
| Pos. | Corridore         | Squadra      | Tempo    |
| ---- | ----------------- | ------------ | -------- |
| 1    | Graeme Brown      | Rabobank     | 4h34'38" |
| 2    | Stefan Schumacher | Gerolsteiner | s.t.     |
| 3    | Erik Zabel        | Team Milram  | s.t.     |

| Pos. | Corridore       | Squadra       | Tempo     |
| ---- | --------------- | ------------- | --------- |
| 1    | Erik Zabel      | Team Milram   | 18h43'10" |
| 2    | Vladimir Gusev  | Discovery Ch. | a 7"      |
| 3    | Linus Gerdemann | T-Mobile Team | a 8"      |

### 5ª tappa
- 6 agosto: Bad Tölz > Seefeld in Tirol (Austria) – 162 km

Risultati
| Pos. | Corridore        | Squadra      | Tempo    |
| ---- | ---------------- | ------------ | -------- |
| 1    | Levi Leipheimer  | Gerolsteiner | 3h44'20" |
| 2    | Andrej Kašečkin  | Astana       | a 3"     |
| 3    | Marzio Bruseghin | Lampre       | s.t.     |

| Pos. | Corridore        | Squadra       | Tempo     |
| ---- | ---------------- | ------------- | --------- |
| 1    | Jens Voigt       | Team CSC      | 22h27'51" |
| 2    | Vladimir Gusev   | Discovery Ch. | a 3"      |
| 3    | Marzio Bruseghin | Lampre        | a 13"     |

### 6ª tappa
- 7 agosto: Seefeld in Tirol (Austria) > Sankt Anton (Austria) – 196,6 km

Risultati
| Pos. | Corridore       | Squadra      | Tempo    |
| ---- | --------------- | ------------ | -------- |
| 1    | Jens Voigt      | Team CSC     | 5h11'48" |
| 2    | Levi Leipheimer | Gerolsteiner | a 2"     |
| 3    | Andrej Kašečkin | Astana       | a 8"     |

| Pos. | Corridore       | Squadra      | Tempo     |
| ---- | --------------- | ------------ | --------- |
| 1    | Jens Voigt      | Team CSC     | 27h39'29" |
| 2    | Levi Leipheimer | Gerolsteiner | a 24"     |
| 3    | Evgenij Petrov  | Lampre       | a 56"     |

### 7ª tappa
- 8 agosto: Bad Säckingen > Bad Säckingen – Cronometro individuale – 38,2 km

Risultati
| Pos. | Corridore      | Squadra         | Tempo   |
| ---- | -------------- | --------------- | ------- |
| 1    | Jens Voigt     | Team CSC        | 45'03"  |
| 2    | László Bodrogi | Crédit Agricole | a 1'03" |
| 3    | Sebastian Lang | Gerolsteiner    | a 1'04" |

| Pos. | Corridore       | Squadra      | Tempo     |
| ---- | --------------- | ------------ | --------- |
| 1    | Jens Voigt      | Team CSC     | 28h24'32" |
| 2    | Levi Leipheimer | Gerolsteiner | a 1'38"   |
| 3    | Andrej Kašečkin | Astana       | a 2'23"   |

### 8ª tappa
- 9 agosto: Bad Säckingen > Karlsruhe – 172,1 km

Risultati
| Pos. | Corridore         | Squadra     | Tempo    |
| ---- | ----------------- | ----------- | -------- |
| 1    | Graeme Brown      | Rabobank    | 3h46'38" |
| 2    | Erik Zabel        | Team Milram | s.t.     |
| 3    | Danilo Napolitano | Lampre      | s.t.     |

| Pos. | Corridore       | Squadra      | Tempo     |
| ---- | --------------- | ------------ | --------- |
| 1    | Jens Voigt      | Team CSC     | 32h11'10" |
| 2    | Levi Leipheimer | Gerolsteiner | a 1'38"   |
| 3    | Andrej Kašečkin | Astana       | a 2'23"   |

## Evoluzione delle classifiche
| Tappa              | Vincitore          | Classifica generale Maglia gialla | Classifica a punti Maglia rossa | Classifica scalatori Maglia a pois | Classifica giovani Maglia bianca | Classifica a squadre |
| ------------------ | ------------------ | --------------------------------- | ------------------------------- | ---------------------------------- | -------------------------------- | -------------------- |
| Prol.              | Vladimir Gusev     | Vladimir Gusev                    | Vladimir Gusev                  | Vladimir Gusev                     | Vladimir Gusev                   | Discovery Channel    |
| 1ª                 | Asan Bazaev        | Vladimir Gusev                    | Stefan Schumacher               | Vladimir Gusev                     | Vladimir Gusev                   | Discovery Channel    |
| 2ª                 | Jens Voigt         | Vladimir Gusev                    | Davide Rebellin                 | Vladimir Gusev                     | Vladimir Gusev                   | Gerolsteiner         |
| 3ª                 | Gerald Ciolek      | Vladimir Gusev                    | Stefan Schumacher               | Erik Zabel                         | Vladimir Gusev                   | Gerolsteiner         |
| 4ª                 | Graeme Brown       | Erik Zabel                        | Stefan Schumacher               | Erik Zabel                         | Vladimir Gusev                   | Gerolsteiner         |
| 5ª                 | Levi Leipheimer    | Jens Voigt                        | Andrej Kašečkin                 | Erik Zabel                         | Vladimir Gusev                   | Team CSC             |
| 6ª                 | Jens Voigt         | Jens Voigt                        | Sebastian Lang                  | Erik Zabel                         | Vladimir Gusev                   | Team CSC             |
| 7ª                 | Jens Voigt         | Jens Voigt                        | Sebastian Lang                  | Erik Zabel                         | Vladimir Gusev                   | Gerolsteiner         |
| 8ª                 | Graeme Brown       | Jens Voigt                        | Sebastian Lang                  | Erik Zabel                         | Vladimir Gusev                   | Gerolsteiner         |
| Classifiche finali | Classifiche finali | Jens Voigt                        | Sebastian Lang                  | Erik Zabel                         | Vladimir Gusev                   | Gerolsteiner         |

## Classifiche finali

### Classifica generale - Maglia gialla
| Pos. | Corridore        | Squadra       | Tempo     |
| ---- | ---------------- | ------------- | --------- |
| 1    | Jens Voigt       | Team CSC      | 32h11'10" |
| 2    | Levi Leipheimer  | Gerolsteiner  | a 1'38"   |
| 3    | Andrej Kašečkin  | Astana        | a 2'23"   |
| 4    | Vladimir Gusev   | Discovery Ch. | a 2'33"   |
| 5    | Evgenij Petrov   | Lampre        | a 2'57"   |
| 6    | Marzio Bruseghin | Lampre        | a 3'42"   |
| 7    | Íñigo Cuesta     | Team CSC      | a 4'08"   |
| 8    | Stijn Devolder   | Discovery Ch. | a 4'09"   |
| 9    | Eddy Mazzoleni   | T-Mobile Team | a 4'36"   |
| 10   | Pablo Lastras    | C. d'Epargne  | a 4'38"   |

### Classifica a punti - Maglia rossa
| Pos. | Corridore       | Squadra       | Punti |
| ---- | --------------- | ------------- | ----- |
| 1    | Erik Zabel      | Team Milram   | 115   |
| 2    | Jens Voigt      | Team CSC      | 88    |
| 3    | Andrej Kašečkin | Astana        | 62    |
| 4    | Levi Leipheimer | Gerolsteiner  | 56    |
| 5    | Vladimir Gusev  | Discovery Ch. | 53    |

### Classifica scalator - Maglia a pois
| Pos. | Corridore         | Squadra      | Punti |
| ---- | ----------------- | ------------ | ----- |
| 1    | Sebastian Lang    | Gerolsteiner | 21    |
| 2    | Andrej Kašečkin   | Astana       | 21    |
| 3    | Jens Voigt        | Team CSC     | 20    |
| 4    | Stefan Schumacher | Gerolsteiner | 17    |
| 5    | Erik Zabel        | Team Milram  | 17    |

### Classifica giovani - Maglia bianca
| Pos. | Corridore         | Squadra       | Tempo     |
| ---- | ----------------- | ------------- | --------- |
| 1    | Vladimir Gusev    | Discovery Ch. | 32h13'43" |
| 2    | Stefan Schumacher | Gerolsteiner  | a 2'15"   |
| 3    | Thomas Dekker     | Rabobank      | a 3'49"   |
| 4    | Andy Schleck      | Team CSC      | a 3'59"   |
| 5    | Johann Tschopp    | Phonak        | a 4'16"   |

### Classifica a squadre
| Pos. | Squadra                        | Tempo     |
| ---- | ------------------------------ | --------- |
| 1    | Team Gerolsteiner              | 96h42'18" |
| 2    | Team CSC                       | a 13"     |
| 3    | Discovery Channel              | a 3'01"   |
| 4    | Lampre-Fondital                | a 8'06"   |
| 5    | Caisse d'Epargne-Illes Balears | a 9'11"   |

## Punteggi UCI
| Pos.              | Corridore        | Squadra       | Punti |
| ----------------- | ---------------- | ------------- | ----- |
| 1                 | Jens Voigt       | Team CSC      | 59    |
| 2                 | Levi Leipheimer  | Gerolsteiner  | 45    |
| 3                 | Andrej Kašečkin  | Astana        | 39    |
| 4                 | Vladimir Gusev   | Discovery Ch. | 33    |
| 5                 | Evgenij Petrov   | Lampre        | 25    |
| 6                 | Marzio Bruseghin | Lampre        | 21    |
| 7                 | Íñigo Cuesta     | Team CSC      | 15    |
| 8                 | Stijn Devolder   | Discovery Ch. | 10    |
| 9                 | Erik Zabel       | Team Milram   | 6     |
| Graeme Brown      | Rabobank         | 6             |       |
| 11                | Eddy Mazzoleni   | T-Mobile Team | 5     |
| 12                | Asan Bazaev      | Astana        | 3     |
| Danilo Napolitano | Lampre           | 3             |       |
| 15                | Pablo Lastras    | C. d'Epargne  | 2     |
| Linus Gerdemann   | T-Mobile Team    | 2             |       |
| Sebastian Lang    | Gerolsteiner     | 2             |       |
| Stefan Schumacher | Gerolsteiner     | 2             |       |
| László Bodrogi    | Crédit Agricole  | 2             |       |
| Davide Rebellin   | Gerolsteiner     | 2             |       |
| 21                | André Greipel    | T-Mobile Team | 1     |

| Pos. | Squadra                          | Punti |
| ---- | -------------------------------- | ----- |
| 1    | Gerolsteiner                     | 20    |
| 2    | Team CSC                         | 19    |
| 3    | Discovery Ch                     | 18    |
| 4    | Lampre-Fondital                  | 17    |
| 5    | Caisse d'Epargne-Illes Balears   | 16    |
| 6    | Astana-Würth Team                | 15    |
| 7    | T-Mobile Team                    | 14    |
| 8    | Liquigas                         | 13    |
| 9    | Saunier Duval-Prodir             | 12    |
| 10   | Rabobank                         | 11    |
| 11   | Euskaltel-Euskadi                | 10    |
| 12   | Davitamon-Lotto                  | 9     |
| 13   | Phonak Hearing Systems           | 8     |
| 14   | Quick Step-Innergetic            | 7     |
| 15   | AG2R Prévoyance                  | 5     |
| 16   | Team Milram                      | 3     |
| 17   | Cofidis, le Crédit par Téléphone | 2     |
| 18   | Crédit Agricole                  | 1     |

| Pos. | Nazione     | Punti |
| ---- | ----------- | ----- |
| 1    | Germania    | 71    |
| 2    | Russia      | 58    |
| 3    | Stati Uniti | 45    |
| 4    | Kazakistan  | 42    |
| 5    | Italia      | 31    |
| 6    | Spagna      | 17    |
| 7    | Belgio      | 10    |
| 8    | Australia   | 6     |
| 9    | Ungheria    | 2     |